# Costantino Rocca
Costantino Rocca (Bergamo, 4 dicembre 1956) è un golfista italiano.
Vanta 5 vittorie nell'European Tour, ottenute tra il 1993 ed il 1999, tra le quali spicca il trionfo nel Volvo PGA Championship del 1996. 
Storico anche il suo 2º posto al British Open del 1995, in cui fu sconfitto solo al play-off dallo statunitense John Daly sull'Old Course di St. Andrews, uno dei "templi" del golf. Il colpo dalla strada sulla 71ª buca e il lunghissimo putt imbucato sulla 72ª ed ultima buca dei giri regolari sono ancora oggi ricordati dagli appassionati di tutto il mondo.
Fu il primo italiano a giocare per l'Europa nella Ryder Cup. Ha al suo attivo tre partecipazioni alla Ryder Cup (1993, 1995, 1997): di questo torneo, memorabili sono l'Hole in One ottenuto nel 1995 e la sua vittoria nel singolo contro Tiger Woods nell'edizione del 1997 in Spagna. 

## Vittorie nell'European Tour
- 1993 Open de Lyon, Peugeot Open de France
- 1996 Volvo PGA Championship
- 1997 Canon European Masters
- 1999 West of Ireland Golf Classic

## Altre vittorie da professionista
- 1984 National Omnium
- 1985 Enichem Open, National Omnium
- 1986 Pinetina Open, National Omnium
- 1987 Index Open, National Omnium
- 1988 Rolex Pro-Am (Switzerland), National Omnium
- 1989 National Omnium

## Gare a squadre
- Ryder Cup (Europa): 1993, 1995 (vincitore), 1997 (vincitore)
- Alfred Dunhill Cup (Italia): 1986, 1987, 1989, 1991, 1992, 1996, 1999
- World Cup (Italia): 1988, 1990, 1991, 1992, 1993, 1994, 1995, 1996, 1998, 1999
- Hennessy Cognac Cup: 1984
- Europcar Cup: 1988

## Riconoscimenti
- Nel maggio 2015, una targa a lui dedicata fu inserita nella Walk of Fame dello sport italiano a Roma, riservata agli ex-atleti italiani che si sono distinti in campo internazionale.[1][2]